# Neoconfucianisme
El neoconfucianisme o daoxuejia (en xinès: 道學, en pinyin: dàoxué, '[escola de] l'estudi del Tao') designa un corrent del pensament xinès que es va desenvolupar principalment durant la dinastia Song (960-1279) i que encara continua vigent avui dia. Més tard se l'anomenà igualment Sòng-Míng lǐxué (en xinès 宋明理學, que vol dir 'idealisme racionalista de les dinasties Song-Ming').
Aquest corrent va ser essencialment una resposta dels confucianistes al domini creixent del daoisme i del budisme. Filòsofs com Zhu Xi reconeixien que el pensament confucià no incloïa cap veritable sistema metafísic i el varen crear. Nombroses visions coexistien al si de la comunitat neoconfucianista, però un sistema global va acabar emergint, assemblant-se a la vegada al budisme i al daoisme. El neoconfucianisme ensenya que un principi universal presideix totes les coses de l'univers i afirma que el seu coneixement uneix l'ésser humà amb l'univers i el guia en les seves relacions personals, socials i polítiques.
A banda de la Xina, on va dominar fins a inicis del segle xx, aquest corrent ha influït de manera molt important tot el pensament de l'Àsia oriental, especialment a Corea, al Japó i al Vietnam.

## Escoles neoconfucianes

### Corrents fundacionals
Encara que el neoconfucianisme s'iniciï realment sota els Song per convertir-se en un corrent important gràcies a Zhu Xi, els seus filòsofs citen de vegades com a precursors dues personalitats de la dinastia Tang, Han Yu (768-824) i Li Ao (772-841).

### Branques principals (s. XII)
- Escola dels principis formals (Lixue) (en xinès 理學, pinyin Lǐxué) va ser una de les dues escoles principals del neoconfucianisme que van prendre forma a partir del segle xii. Iniciada per Cheng Yi, defensava la idea que el txi (energia, matèria) i el li (principi formal) es combinen per a donar forma a totes les coses, inclosa la ment i les relacions socials. Aquesta la unitat de tot, inclòs el món social i la vida pública, permetrien trobar el camí d'il·luminació de l'individu sense deixar de participar en aquests dos darrers àmbits. Això els diferenciava de les concepcions taoistes i budistes, que també predicaven la unitat de tot però veien en el món social i la vida pública impediments per a aquesta il·luminació individual.[1]
- Escola de la ment (Xinxue) va ser un corrent idealista important del que Cheng Hao n'és considerat el fundador. Els principals representants van ser-ne Lu Jiuyuan i Wang Yangming.

### Escoles tardanes
- Yangmingxue (vers 1500)
- Hanxue (vers 1700)
- Xin Lixue (1895)

## Principals pensadors
| - Shao Yong (1011–1077) - Zhou Dunyi (1017–1073) - Zhang Zai (1020–1077) - Cheng Hao (1032–1085) - Cheng Yi (1033–1107) - Zhu Xi (1130–1200) - Lu Jiuyuan (1139–1193) - Ye Shi (1150–1223) - Wang Yangming (1472–1529) - Dai Zhen (1724-1777) - Kang Youwei (1858–1927) | - Fujiwara Seika (1561–1619) - Hayashi Razan (1583–1657) - Toju Nakae (1608–1648) - Yamazaki Ansai (1619–1682) - Kumazawa Banzan (1619–1691) - Yamaga Sokō (1622–1685) - Itō Jinsai (1627–1705) - Kaibara Ekken (1630–1714) - Arai Hakuseki (1657–1725) - Ogyū Sorai (1666–1728) - Nakai Chikuzan (1730–1804) - Ōshio Heihachirō (1793–1837) | - An Hyang (1243–1306) - Yi Saek (1328–1396) - Jeong Mong-ju (1337-1392) - Jeong Dojeon (1342-1398) - Gil Jae (1353-1419) - Jeong Inji (1396–1478) - Kim Jong-jik (1431-1492) - Jo Gwang-jo (1482-1519) - Yi Hwang o Toegye (1501–1570) - Jo Sik (1501–1572) - Yi I o Yulgok (1536–1584) - Seong Hon (1535–1598) - Song Si-yeol (1607–1689) | - Tự Đức (1829–1883) - Nguyễn Khuyến (1835-1909) - Phan Dinh Phung (1847–1896) |